# デービッド・ボウディア
デイビッド・アラスディア・ボウディア(David Alasdair Boudia、1989年4月24日- ）は、アメリカ合衆国の飛込競技選手。2012年のロンドンオリンピックの10メートル高跳びで金メダルを獲得した。

## 生い立ち
デイビッド・ボウディアは1989年4月24日にテキサス州のアビリーンで生まれた。ボウディアは2008年にアビリーン高校を卒業後、現在はノーブルズビルで暮らしていて、パデュー大学に通っている。 
ボウディアは2000年に飛び込みを始め、2005年からはアメリカ国家飛び込みチームに参加している。ボウディアは「オリンピックでの10メートルの高さからの飛び込みで、私はかつて石のように固くなった」と語ったことがある。  

## 経歴
ボウディアは2008年アメリカ代表選手に10m高飛込と10mシンクロ高飛込で選ばれた。シンクロでの現在のボウディアのパートナーはニック・マクローリーである。二人は2012年のオリンピックで銅メダルを獲得した。ボウディアと以前のパートナーだったトーマス・フィンチャムはローマで開かれた2009年のワールド・チャンピオンシップで銀メダルを、メルボルンで開かれた2007年のワールド・チャンピオンシップでは銅メダルを獲得していた。
ボウディアは2010年にオハイオ州で開催されたビッグ・テン・カンファレンスの中のイベントでトップ10に選ばれた。ボウディアは6回の飛び込みで600点以上を出した最初のアメリカ人となった。

### ロンドンオリンピック
ボウディアにとって2012年夏のオリンピックでの最初の競技は、シンクロでのパートナーニック・マクローリーと共に参加した男子10mシンクロ高飛込であり、中国が486.78点を、メキシコが468.90点を出した中で463.47点を叩き出して銅メダルを獲得した。これはアメリカにとってアトランタで開催された1996年アトランタオリンピック以来のメダル獲得だった。アメリカは2004年と2008年のオリンピックでは表彰台に選手を送ることができなかった。
二つ目の種目では、ボウディアは10メートル高飛込で予選では18位に入ったが、準決勝では3位になった。第6と最終ラウンドでは、世界チャンピオンのチウ・ボは566.85点を、トーマス・デーリーは556.95点を叩き出した中でボウディアは568.65点を叩き出して金メダルを獲得した。これは、アメリカにとって2000年シドニーオリンピックでローラ・ウィルキンソンが女子10メートル高飛込で金メダルを獲得して以来の金メダルとなった。史上初の金メダルは1992年のオリンピックでマーク・レンジが、グレゴリー・ローガニスが1988年のオリンピックで3メートル板飛び込みで金メダルを獲得している。